# ابن ظافر ازدی
ابن ظافر ازدی (۱۱۷۱-۱۲۱۶) (نسب:جمال‌الدین ابوالحسن علی بن ابی‌منصور ظافر بن حسین أزدی خَزرجی) کاتب، شاعر، ادیب و تاریخ‌نگار مصری بود.

## زندگی
زادهٔ قاهره در ۱۱۷۱م/ ۵۶۷ق بود. نزد پدرش فقه خواند، سپس به ادبیات و شعر روی آورد. پس از این، در مدرسهٔ مالکی شناخته‌شده به مدرسهٔ القمحیّة، جایگزین پدرش در آموزش فقه شد. در سال ۱۱۹۱م/ به شام رفت و صلاح‌الدین ایوبی را مدح کرد، حال آنکه صلاح‌الدین در جنگ با صلیبی‌ها و بازپس‌گیری فلسطین مشغول بود و چندان اعتنایی به امور غیرنظامی نداشت. سپس ابن ظافر به تنی چند از امیران و بزرگان ایوبی پیوست؛ در این اثنا، بسیار میان مصر و شام دررفت‌وآمد بود و مدتی به وزارت رسید. در ۶۱۲ق به مصر بازگشت و درگذشت او در ۱۲۱۶م/ ۱۵ شعبان ۶۱۳ق در قاهره بود.

## آثار
- الدون المنقطعة: دربارهٔ دولت‌های عباسی، فاطمی، طولونی، حمدانی وغیره.
- أخبار الملوک السلجوقیه
- أخبار الشجعان: گویا گزیده‌ای از الدول المنقطعة است.
- من أصیب بمن اسمهُ علیٌّ: که با علی ابن ابی‌طالب آغاز می‌شود.
- أخبار الدول الاسلامیة
- أساس السیاسیة
- مکرُمات الکُتّاب
- أساس البلاغة
- نفائس الذخیرة
- شفاء الغلیل فی ذمّ الصاحب و الخلیل
- «بدائع البدائه» و «الذیل علی بدائع البدائه»
- غرائب التنبیهات علی عجائب التشبیهات